# Agno (Szwajcaria)
Agno (lmo. Agn, niem. Eng) – miejscowość i gmina w południowej Szwajcarii, w kantonie Ticino, w okręgu (distretto) Lugano, siedziba administracyjna powiatu (circolo) Agno. Leży nad jeziorem Lago di Lugano.

## Demografia
W Agno mieszka 4 396 osób. W 2021 roku 32,3% populacji gminy stanowiły osoby urodzone poza Szwajcarią. 

## Transport
Przez teren gminy przebiegają drogi główne nr 398 i nr 399.
Na terenie gminy leży część lotniska Lugano, pozostała natomiast w gminach Bioggio oraz Muzzano.